# Infernal (banda)
Infernal é uma banda de dance/house dinamarquesa formada por Lina Rafn, Paw Lagermann e Søren Haahr em 1997.

## Biografia
A banda já editou quatro álbuns de estúdio, com a estreia em 1999 com Infernal Affairs a atingir a dupla platina na Dinamarca.
O sucesso confirmou-se com o lançamento de From Paris to Berlin em 2004 e com Electric Cabaret em 2008, que atingiram a dupla platina e platina respectivamente.
From Paris to Berlin vendeu a nível mundial mais de três milhões de cópias.

## Discografia
Álbuns de estúdio
- Infernal Affairs (1998)
- Waiting for Daylight (2000)
- From Paris to Berlin (2004)
- Electric Cabaret (2008)
- Fall from Grace (2010)

## Prémios e nomeações
| Ano  | Prémio                  | Categoria                                               | Trabalho indicado      | Resultado |
| ---- | ----------------------- | ------------------------------------------------------- | ---------------------- | --------- |
| 2002 | Danish DeeJay Award     | "Danish Club Hit of the Year"                           | "Muzaik"               | Nomeado   |
| 2002 | Danish DeeJay Award     | "Danish Artist of the Year"                             |                        | Vencedor  |
| 2002 | Danish DeeJay Award     | "Danish Performer of the Year"                          |                        | Vencedor  |
| 2002 | Danish DeeJay Award     | "Danish Album of the Year"                              | Muzaik                 | Nomeado   |
| 2005 | Danish DeeJay Award     | "Danish Artist of the Year"                             |                        | Vencedor  |
| 2005 | Danish DeeJay Award     | "Danish Album of the Year"                              | From Paris to Berlin   | Nomeado   |
| 2005 | Danish DeeJay Award     | "Danish DeeJay Favourite of the Year"                   | "From Paris to Berlin" | Vencedor  |
| 2005 | Danish DeeJay Award     | "Danish Club Hit of the Year (The Dancechart.dk Award)" | "From Paris to Berlin" | Nomeado   |
| 2006 | Danish DeeJay Award     | "Danish Artist of the Year"                             |                        | Nomeado   |
| 2006 | Danish DeeJay Award     | "Danish DeeJay Favourite of the Year"                   | "Keen on Disco"        | Nomeado   |
| 2006 | Danish DeeJay Award     | "Danish Club Hit of the Year (The Dancechart.dk Award)" | "Keen on Disco"        | Vencedor  |
| 2007 | Danish DeeJay Award     | "Danish Artist of the Year"                             |                        | Nomeado   |
| 2007 | Danish DeeJay Award     | "Danish Club Hit of the Year (The Dancechart.dk Award)" | "Ten Miles"            | Nomeado   |
| 2008 | Danish DeeJay Award     | "The Voice Award"                                       | "I Won't Be Crying"    | Nomeado   |
| 2008 | Danish DeeJay Award     | "Danish Club Hit of the Year (The Dancechart.dk Award)" | "I Won't Be Crying"    | Nomeado   |
| 2009 | Danish DeeJay Award     | "The Voice Award"                                       | "Downtown Boys"        | Nomeado   |
| 2009 | Danish DeeJay Award     | "Danish Club Hit of the Year (The Dancechart.dk Award)" | "Downtown Boys"        | Nomeado   |
| 2009 | Danish DeeJay Award     | "Danish Album of the Year"                              | Electric Cabaret       | Nomeado   |
| 1999 | Danish Grammy Award     | "Danish Upfront Dance Release of the Year"              | Infernal Affairs       | Vencedor  |
| 2002 | "Danish Music Award"    | "Danish Club Hit of the Year"                           | "Muzaik"               | Vencedor  |
| 2008 | MTV Europe Music Awards | "Best Danish Act"                                       |                        | Nomeado   |
| 2006 | P3 Guld                 | P3 Lytterhittet "(Listener's Award)"                    | "Ten Miles"            | Nomeado   |
| 2006 | P3 Guld                 | P3 Respekten "(Respect Award)"                          | "Ten Miles"            | Nomeado   |
| 2009 | MTV Europe Awards       | Best Danish Act                                         |                        | Nomeado   |
| 2009 | MTV Europe Awards       | The Best of Year                                        |                        |           |
| 2010 | The Voice Awards"       |                                                         | Vencedor               |           |